# 5154 Leonov
5154 Leonov este o planetă minoră (asteroid), cu un diametru de 14,424 km, din centura de asteroizi. A fost descoperită pe 8 octombrie 1969 la Observatorul Astrofizic din Crimeea⁠(d) de Liudmila Cernîh și a fost numită după Evgheni Leonov. 
Obiectul prezintă o orbită caracterizată de o semiaxă mare de 3,0830389 UAi, o excentricitate de 0,1, o înclinație de 2,87093 ° în raport cu ecliptica.